# Analiza kontrastywna
Analiza kontrastywna – proces porównywania gramatyki i leksyki poszczególnych języków w celu wykazania podobieństw i różnic w ich strukturze. Istotą tej analizy jest antycypacja problemów powstałych w czasie użytkowania języka obcego przez rodzimych użytkowników innych języków. Wykorzystywana jest między innymi przy analizach korpusów równoległych.
Termin analiza kontrastywna bywa używany także w odniesieniu do badań kontrastywnych lub językoznawstwa kontrastywnego.